# Georg Stage
Georg Stage är en dansk tremastad fullriggare i stål som används som skolfartyg för den danska handelsflottan.
Hon byggdes 1934 vid på Frederikshavn  Værft i Frederikshamn åt Stiftelsen Georg Stages Minde som ersättning för en fullriggare med samma namn. Stiftelsen grundades 1882 av skeppsredare Frederik Stage och hans hustru Thea Stage och både den och fartygen är uppkallade efter parets son, som dog av tuberkulos 1880. Galjonsfiguren är en förgylld avbildning av honom.
Georg Stage seglar med elever varje sommar från april till september och deltar regelbundet i tävlingar mellan skolfartyg, såsom  The Tall Ships' Races. Från 2004 till 2012 utbildades även sjökadetter från Danmarks flotta på Georg Stage
Stiftelsen har länge haft planer på att ersätta fartyget med en nybyggd fullriggare.

## Den förstaGeorg Stage

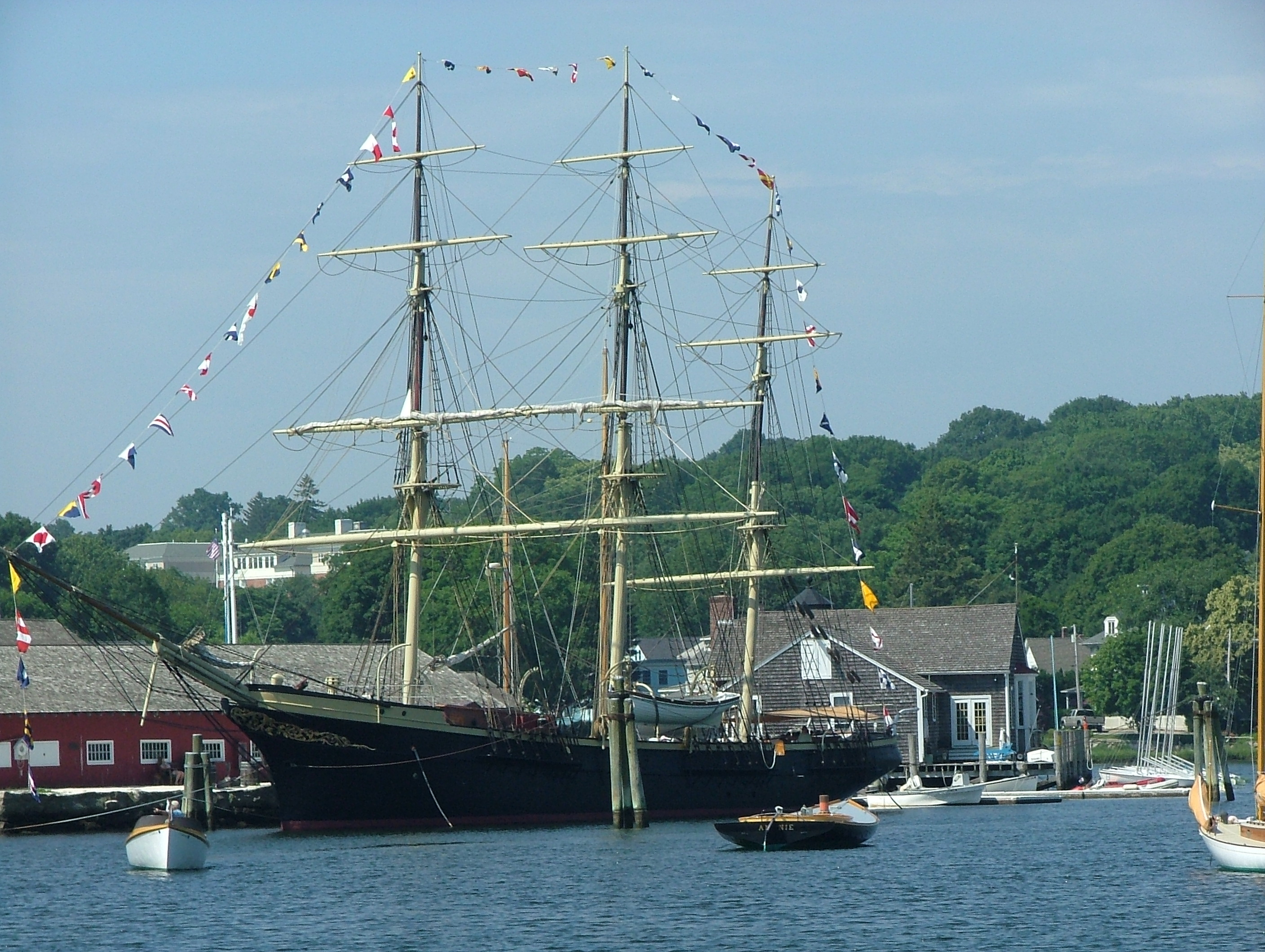
Joseph Conrad i Mystic Seaport.

Det första fartyget med namnet Georg Stage byggdes som privatägt skolskepp på
Burmeister & Wain i Köpenhamn 1882. Det är en av världens minsta tremastade fullriggare med en längd på 36 meter och ett deplacement på 213 ton. Hon var i drift som skolfartyg i Danmark till 1934 varefter hon såldes till australiern Alan Villiers som döpte om henne till Joseph Conrad, efter författaren med samma namn. Villiers seglade henne jorden runt och sålde henne senare till USA som lustjakt. Joseph Conrad såldes till USA:s regering 1939 och användes som skolfartyg till 1945. Efter andra världskriget donerades hon till 
Mystic Seaport i Connecticut. Hon fungerar fortfarande som skolfartyg, men lämnar aldrig kajen.